# آزومی آساکورا
آزومی آساکورا (انگلیسی: Azumi Asakura; ۱۵ فوریهٔ ۱۹۸۷ – ) صداپیشه اهل ژاپن بود. وی از سال ۲۰۰۳ میلادی تاکنون مشغول فعالیت بوده‌است.